# Rodenbach (Gersfeld)
Rodenbach ist ein Stadtteil der Stadt Gersfeld (Rhön) im Landkreis Fulda.

## Geographie
Der kleine Ort liegt nur wenige hundert Meter von der Grenze Hessens mit Bayern entfernt.
Siedlungsplätze innerhalb der Gemarkung:
- Dammelhof (Gehöftgruppe)[3]
- Dresselhof (Hof)[4]
- Frankfurter Hütte (Hof)[5]
- Schwedenschanze (Gasthof)[6]
- Sparbrod (Gehöftgruppe)[7]

## Geschichte

### Ortsgeschichte
Mit der ältesten bekannten urkundlich Erwähnung am 14. September 863 in einer Schenkungsurkunde zugunsten des Klosters Fulda, zählt Rodenbach zu den ältesten Rhöndörfern. Seine Ursprünge reichen wahrscheinlich gar in keltische Zeit zurück.
Seine Geschichte war geprägt durch die Grenzlage zwischen den beiden geistlichen Territorien Fulda und Würzburg.
Im Dreißigjährigen Krieg wurde die Dorfbevölkerung im Jahre 1634 von schwedischen Truppen zu Schanzarbeiten zwangsverpflichtet. (Nach dieser sogenannten Schwedenschanze ist bis heute der Grenzpass zwischen Bayern und Hessen bezeichnet.) Nach dem Abzug der Schweden waren 75 % der Rodenbacher ums Leben gekommen.
Nach dem Wiener Kongress gehörte es zum Königreich Bayern; seit dem Deutschen Bruderkrieg von 1866 zum Königreich Preußen. Nach dem Zweiten Weltkriege wurde es Bestandteil des neu geschaffenen Landes Hessen.
Weiterhin prägend für die weitere Dorfentwicklung war der große Brand im Jahre 1851, bei dem bis auf drei Häuser das gesamte Dorf ein Opfer der Flammen wurde. Überlebt hat u. a. auch das Anwesen „Neitze“, welches – 1552 erbaut – bis heute die älteste Bausubstanz darstellt.
Seit der Gebietsreform in Hessen
Zum 31. Dezember 1970 wurde die bis dahin selbständige Gemeinde Rodenbach im Zuge der Gebietsreform in Hessen auf freiwilliger Basis in die Stadt Gersfeld eingemeindet. Für den Stadtteil Rodenbach wurde, wie für die übrigen nach Gersfeld eingegliederten Gemeinden, ein Ortsbezirk eingerichtet.
In den Jahren 2004 und 2005 erfuhr Rodenbach eine umfassende Dorferneuerung.

### Verwaltungsgeschichte im Überblick
Die folgende Liste zeigt die Staaten und Verwaltungseinheiten, denen Rodenbach angehört(e):

- vor 1806: Heiliges Römisches Reich, Herrschaft der Grafen von Frohberg (Ritterkanton Rhön-Werra, Buchisches Quartier), Herrschaftsgericht Gersfeld
- 1806–1818: Großherzogtum Würzburg[Anm. 2]
- 1820–1843: Königreich Bayern, Herrschaftsgericht Gersfeld, ausgeübt durch die Grafen von Frohberg
- ab 1843: Königreich Bayern, Regierungsbezirk Unterfranken und Aschaffenburg, Landgerichtsbezirk Bischofsheim
- ab 1862: Königreich Bayern, Regierungsbezirk Unterfranken, Bezirksamt Gersfeld[Anm. 3]
- ab 1867: Königreich Preußen,[Anm. 4] Provinz Hessen-Nassau, Regierungsbezirk Kassel, Kreis Gersfeld
- ab 1871: Deutsches Reich, Königreich Preußen, Provinz Hessen-Nassau, Regierungsbezirk Kassel, Kreis Gersfeld
- ab 1918: Deutsches Reich, Freistaat Preußen, Provinz Hessen-Nassau, Regierungsbezirk Kassel, Kreis Gersfeld
- ab 1932: Deutsches Reich, Freistaat Preußen, Provinz Hessen-Nassau, Regierungsbezirk Kassel, Landkreis Fulda
- ab 1944: Deutsches Reich, Freistaat Preußen, Provinz Kurhessen, Landkreis Fulda
- ab 1945: Deutsches Reich, Amerikanische Besatzungszone,[Anm. 5] Groß-Hessen, Regierungsbezirk Kassel, Landkreis Fulda
- ab 1946: Deutsches Reich, Amerikanische Besatzungszone, Hessen, Regierungsbezirk Kassel, Landkreis Fulda
- ab 1949: Bundesrepublik Deutschland, Hessen, Regierungsbezirk Kassel, Landkreis Fulda
- ab 1971: Bundesrepublik Deutschland, Hessen, Regierungsbezirk Kassel, Landkreis Fulda, Stadt Gersfeld (Rhön)

## Bevölkerung

### Einwohnerentwicklung
| Rodenbach: Einwohnerzahlen von 1834 bis 2020 | Rodenbach: Einwohnerzahlen von 1834 bis 2020 | Rodenbach: Einwohnerzahlen von 1834 bis 2020 | Rodenbach: Einwohnerzahlen von 1834 bis 2020 | Rodenbach: Einwohnerzahlen von 1834 bis 2020 |
| --- | -------------------------------------------- | -------------------------------------------- | -------------------------------------------- | -------------------------------------------- |
| Jahr |                                              |                                              |                                              | Einwohner                                    |
| 1834 | 1834                                         |                                              | 276                                          | 276                                          |
| 1840 | 1840                                         |                                              | 284                                          | 284                                          |
| 1846 | 1846                                         |                                              | 276                                          | 276                                          |
| 1852 | 1852                                         |                                              | 267                                          | 267                                          |
| 1858 | 1858                                         |                                              | 270                                          | 270                                          |
| 1864 | 1864                                         |                                              | 269                                          | 269                                          |
| 1871 | 1871                                         |                                              | 267                                          | 267                                          |
| 1875 | 1875                                         |                                              | 258                                          | 258                                          |
| 1885 | 1885                                         |                                              | 260                                          | 260                                          |
| 1895 | 1895                                         |                                              | 257                                          | 257                                          |
| 1905 | 1905                                         |                                              | 246                                          | 246                                          |
| 1910 | 1910                                         |                                              | 231                                          | 231                                          |
| 1925 | 1925                                         |                                              | 232                                          | 232                                          |
| 1939 | 1939                                         |                                              | 226                                          | 226                                          |
| 1946 | 1946                                         |                                              | 285                                          | 285                                          |
| 1950 | 1950                                         |                                              | 278                                          | 278                                          |
| 1956 | 1956                                         |                                              | 246                                          | 246                                          |
| 1961 | 1961                                         |                                              | 227                                          | 227                                          |
| 1967 | 1967                                         |                                              | 213                                          | 213                                          |
| 1970 | 1970                                         |                                              | 205                                          | 205                                          |
| 1980 | 1980                                         |                                              | ?                                            | ?                                            |
| 1990 | 1990                                         |                                              | ?                                            | ?                                            |
| 2000 | 2000                                         |                                              | 219                                          | 219                                          |
| 2005 | 2005                                         |                                              | 209                                          | 209                                          |
| 2010 | 2010                                         |                                              | 208                                          | 208                                          |
| 2011 | 2011                                         |                                              | 195                                          | 195                                          |
| 2015 | 2015                                         |                                              | 204                                          | 204                                          |
| 2020 | 2020                                         |                                              | 195                                          | 195                                          |
| Datenquelle: Historisches Gemeindeverzeichnis für Hessen: Die Bevölkerung der Gemeinden 1834 bis 1967. Wiesbaden: Hessisches Statistisches Landesamt, 1968. Weitere Quellen: LAGIS:; Nach 1970 Stadt Gersfeld:; Zensus 2011 |                                              |                                              |                                              |                                              |

### Einwohnerstruktur 2011
Nach den Erhebungen des Zensus 2011 lebten am Stichtag dem 9. Mai 2011 in Rodenbach 195 Einwohner. Darunter waren 9 (4,6 %) Ausländer. Nach dem Lebensalter waren 30 Einwohner unter 18 Jahren, 90 zwischen 18 und 49, 48 zwischen 50 und 64 und 27 Einwohner waren älter. Die Einwohner lebten in 75 Haushalten. Davon waren 18 Singlehaushalte, 21 Paare ohne Kinder und 27 Paare mit Kindern, sowie 9 Alleinerziehende und keine Wohngemeinschaften. In 15 Haushalten lebten ausschließlich Senioren/-innen und in 51 Haushaltungen lebten keine Senioren/-innen.

### Historische Religionszugehörigkeit
| • 1885: | 247 evangelische (= 95,0 %), 13 katholische (= 5,0 %) Einwohner |
| • 1961: | 207 evangelische (= 91,2 %), 20 katholische (= 8,8 %) Einwohner |

## Politik
Für Rodenbach besteht ein Ortsbezirk (Gebiete der ehemaligen Gemeinde Rodenbach) mit Ortsbeirat und Ortsvorsteher nach der Hessischen Gemeindeordnung. Der Ortsbeirat besteht aus drei Mitgliedern. Bei den Kommunalwahlen in Hessen 2021 betrug die Wahlbeteiligung zum Ortsbeirat 71,92 %. Alle Kandidaten gehörten der „Bürgerliste Rodenbach“ an. Der Ortsbeirat wählte Michael Gutermuth zum Ortsvorsteher.

## Dorfeiche
Die 1934 an Hitlers Geburtstag gepflanzte Dorfeiche markiert den zentralen Mittelpunkt des „Kaffs ohne Kirche“. Sie ist Rastplatz für Wanderer und lebendiges Diskussionsforum der Dorfgemeinschaft.

## Wirtschaft und Infrastruktur

### Wirtschaftsstruktur
Fremdenverkehr und Landwirtschaft bieten nur wenige Arbeitsplätze in Rodenbach, so dass die Mehrzahl der Einwohner zu Arbeitsplätzen außerhalb pendeln muss. Hoch in der Rhön gelegen, ist Rodenbach an die Wintersporteinrichtungen rund um den Simmelsberg eingebunden. Wanderer und Wintersportler finden auch direkt in Rodenbach Unterkunftsmöglichkeiten.

### Verkehr
Die Anbindung an den ÖPNV erfolgt über die Linie 8305 des OVF.

### Bildung
Seit 1740 wurde in Rodenbach Schulunterricht abgehalten. Seit 1968 allerdings werden von den Kindern die Gersfelder Schulen besucht. Ein Teil der Kinder besucht Gymnasien in Fulda und Bad Neustadt.